# Kaci Fennell
Kaci Fennell-Shirley (sinh ngày 9 tháng 10 năm 1992) là một người dẫn chương trình truyền hình, người mẫu và nghệ sĩ làm phim truyền hình người Jamaica đã được trao vương miện Hoa hậu Hoàn vũ Jamaica 2014 và đại diện cho đất nước của mình tại cuộc thi Hoa hậu Hoàn vũ 2014.

## Các cuộc thi
Fennell được trao vương miện Hoa hậu Hoàn vũ Jamaica 2014 và đại diện cho Sandcastles vào ngày 30 tháng 8 năm 2014. Cô đại diện cho đất nước của mình tại Hoa hậu Hoàn vũ 2014. Fennell được xếp hạng Á hậu 4 cho Paulina Vega của Colombia. Cô là Hoa hậu Jamaica đầu tiên được xếp hạng từ năm 2010 và lần thứ hai được xếp thứ 5 sau năm 2010.

## Người mẫu
Fennell là một người mẫu đến từ Kingston, Jamaica. Cô thắng cuộc thi Next Top Model của Jamaica.
Fennell đi đến Cape Town, Nam Phi, nơi cô làm việc với Cơ quan Người mẫu Căn bản. Fennell thực hiện một buổi chụp thử nghiệm được tổ chức bởi INTUIT Concepts với nhiếp ảnh gia William Richards tại lâu đài Trident đẹp như tranh vẽ và tuyệt đẹp ở Portland, chỉ vài ngày trước khi rời khỏi Nam Phi. Cô cũng chiếm trang bìa của tạp chí Nirvana 4th Edition được mệnh danh là "The Beauty Issue", đây là cuốn tạp chí thời trang đầu tiên của cô. Đối với cảnh quay của cô với Nirvana, nghệ sĩ trang điểm của Fennell là Romero Jennings, giám đốc Makeup Artistry cho MAC Cosmetics. Cô cũng xuất hiện trên Buzz, SHE Caribbean, Profiles 98, Observer Style Observer của Jamaica Observer và tạp chí Jamaica Gleaner Flair và Outlook.